# Zbigniew Piątek (pułkownik)

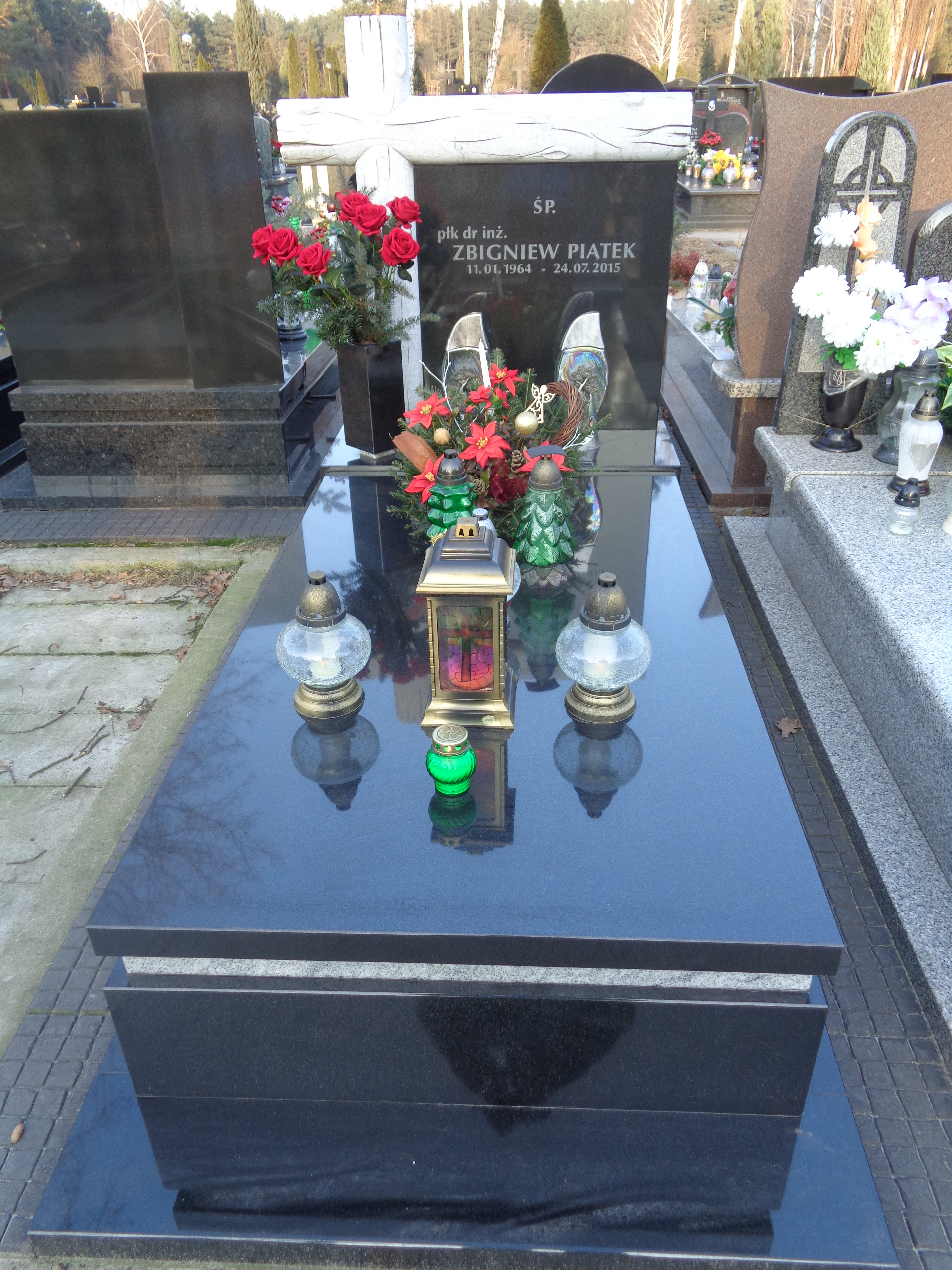
Grób pułkownika Zbigniewa Piątka na cmentarzu przy ulicy Grzybowej

Zbigniew Piątek (ur. 11 stycznia 1964 w Rzeszowie, zm. 24 lipca 2015) – polski wojskowy, pułkownik.

## Kariera
W 1986 ukończył Wyższą Oficerską Szkołę Wojsk Radiotechnicznych w Jeleniej Górze. W 1996 ukończył Akademię Obrony Narodowej. W 1999 został absolwentem studiów podyplomowych marketingu i zarządzania na Politechnice Białostockiej. W 2002 uzyskał stopień naukowy doktora nauk wojskowych w specjalności mobilizacja państwa i sił zbrojnych, po przedstawieniu dysertacji  pod tytułem "Garnizonowe Ośrodki Mobilizacyjne w Siłach Zbrojnych Rzeczypospolitej Polskiej". Za pracę otrzymał wyróżnienie rektora Akademii Obrony Narodowej nagrodą II stopnia za najlepszą rozprawę doktorską 2002. W 2003 ukończył kurs języka angielskiego w kanadyjskim CFLM Borden. Służbę wojskową pełnił na poszczególnych szczeblach struktur organizacyjnych Sił Zbrojnych, do 1998 był dowódcą stacji radiolokacyjnej, dowódcą wysuniętego posterunku radiolokacyjnego, wykładowcą budowy sprzętu radiolokacyjnego i pracy bojowej, szefem wydziału operacyjnego brygady radiotechnicznej). W 1998 odbył samodzielną praktykę na stanowisku szefa sztabu brygady radiotechnicznej. Od 1999 zatrudniony w Instytucjach Centralnych Ministerstwa Obrony Narodowej jako specjalista Oddziału Planowania Mobilizacyjnego w Zarządzie Mobilizacji i Uzupełnień, specjalista, następnie starszy specjalista Oddziału Planowania Mobilizacyjnego w Generalnym Zarządzie Operacyjnym - P3, starszy specjalista Oddziału Gotowości Bojowej i Mobilizacyjnej w Generalnym Zarządzie Operacyjnym - P3. Od 1 lipca 2004 pełnił funkcję kierownika Zakładu Administracji i Mobilizacji Instytutu Bezpieczeństwa Narodowego, Wydziału Strategiczno-Obronnego, Akademii Obrony Narodowej. 27 listopada 2006 rozpoczął służbę na stanowisku Komendanta Instytutu Bezpieczeństwa Narodowego. Brał udział w pracach zespołów opracowujących ustawy lub nowelizacje ustaw dotyczących użycia sił zbrojnych.
Był autorem i współautorem instrukcji oraz opracowań z zakresu gotowości bojowej sił zbrojnych, mobilizacji sił zbrojnych, przedsięwzięć i procedur uruchomienia narodowego systemu pogotowia kryzysowego. Organizował konferencje naukowe dotyczące systemu bezpieczeństwa państwa, zadań obronnych, zarządzania kryzysowego, autor publikacji i opracowań.